# آرس (ریوگرانده شمالی)
آرس (ریوگرانده شمالی) (به پرتغالی: Arês, Rio Grande do Norte) یکی از شهرستان های برزیل است که در ریو گرانده شمالی واقع شده‌است.